# Untrasried
Untrasried – miejscowość i gmina w południowych Niemczech, w kraju związkowym Bawaria, w rejencji Szwabia, w regionie Allgäu, w powiecie Ostallgäu, wchodzi w skład wspólnoty administracyjnej Obergünzburg. Leży w Allgäu, około 15 km na północny zachód od Marktoberdorfu.

## Demografia
| Rok  | Liczba mieszk. |
| ---- | -------------- |
| 1970 | 1 131          |
| 1987 | 1 231          |
| 2000 | 1 443          |

## Polityka
Wójtem gminy jest Alfred Wölfle, rada gminy liczy 12 osób.
|      | Eintracht | Wählerblock Hopferbach | Razem |
| 2008 | 7         | 5                      | 12    |
| 2002 | 7         | 5                      | 12    |